# David Pryor
David Hampton Pryor (Camden, 29 agosto 1934 – Little Rock, 20 aprile 2024) è stato un politico statunitense.

## Biografia
Fu il 39º governatore dell'Arkansas, carica che ricoprì dal gennaio 1975 al gennaio 1979. Dal 1979 al 1997 fu senatore in rappresentanza dell'Arkansas. Inoltre fu membro della Camera dei rappresentanti dal 1966 al 1973.